# واگنر مورا
واگنر مورا (به انگلیسی: Wagner Moura) (زاده ۲۷ ژوئن ۱۹۷۶) بازیگر، فیلم‌ساز و موسیقی‌دان برزیلی است.
از نقش‌آفرینی‌های معروف او می‌توان به فیلم‌های  ماریگلا، یگان ویژه، الیسیوم، زن در بالا، هفت دلاور، سرجیو ،شبکه زنبور،جنگ داخلی و مجموعه تلویزیونی نارکوس اشاره کرد.